# 拉平拉赫蒂

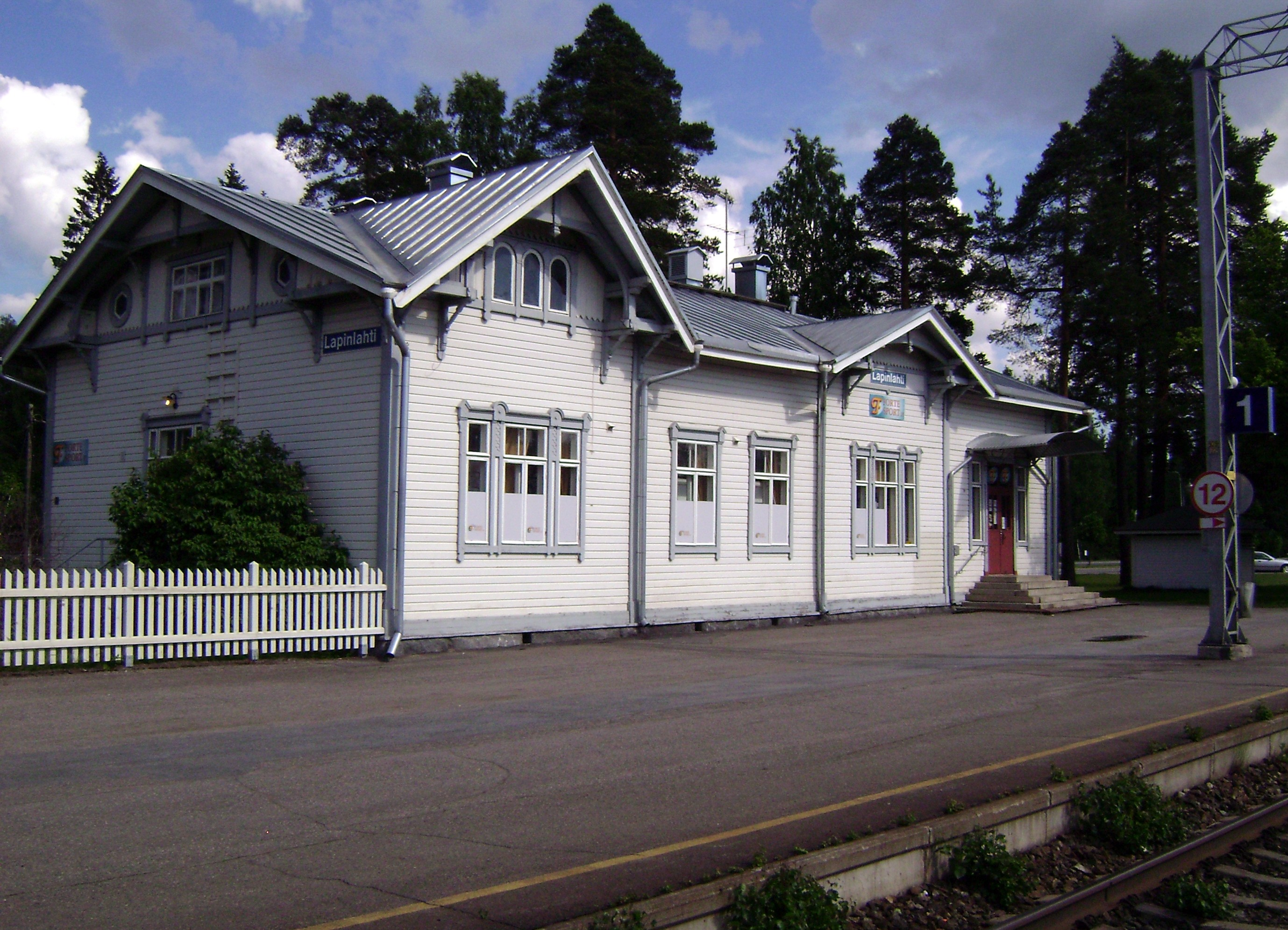

拉平拉赫蒂是芬蘭的城鎮，位於該國中部，由北薩沃尼亞區負責管轄，始建於1874年，面積1,245平方公里，2013年人口10,328，人口密度為每平方公里9.42人。

## 外部連結
- Municipality of Lapinlahti （页面存档备份，存于） – Official website